# Сума Мінковського

Червона фігура є сумою синьої та зеленої фігур

В геометрії, Сумою Мінковського (англ. minkowski sum) двох множин радіус-векторів A і B у евклідовому просторі утворюється додаванням кожного вектора з A до кожного вектора з B, тобто множина
{\displaystyle A+B=\{\mathbf {a} +\mathbf {b} \mid \mathbf {a} \in A,\ \mathbf {b} \in B\}.}

Сума Мінковського A + B
B
A

## Приклад

В опуклій оболонці червоної множини, кожна синя точка є опуклою комбінацією якихось червоних точок

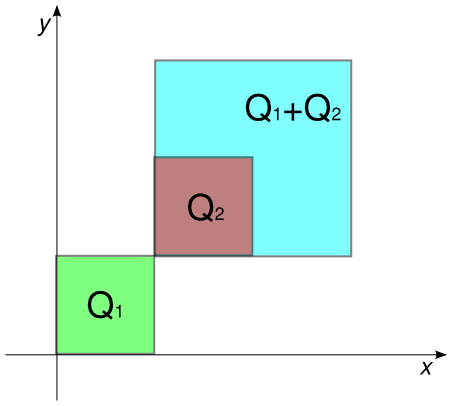
Сума Мінковського двох квадратів Q_{1}=^{2} і Q_{2}=^{2} це квадратQ_{1}+Q_{2}=^{2}.

Наприклад, якщо ми маємо дві множини A і B, кожна з трьох радіус-векторів (неформально, трьох точок), що представляють вершини двох трикутників у {\displaystyle \mathbb {R} ^{2}}, з координатами
A = {(1, 0), (0, 1), (0, −1)} 
і
B = {(0, 0), (1, 1), (1, −1)} ,
тоді сума Мінковського є

A + B = {(1, 0), (2, 1), (2, −1), (0, 1), (1, 2), (1, 0), (0, −1), (1, 0), (1, −2)} , яка виглядає як шестикутник, з трьома точками, що повторюються в (1, 0).
Для додавання Мінковського, нульова множина {0}, що містить лише нульовий вектор 0, є нейтральним елементом: Для будь-якої підмножини S, векторного простору
S + {0} = S;
Порожня множина важлива для додавання Мінковського, бо вона знищує будь-яку іншу підмножину: для будь-якої підмножини, S, векторного простору, його сума з порожньою множиною — порожня множина: S + {\displaystyle \emptyset } = {\displaystyle \emptyset }.

Прочісування одного опуклого об'єкту іншим

## Алгоритм для опуклих многокутників

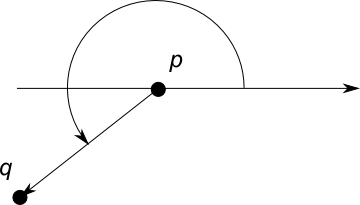
Кут між вектором та віссю

В алгоритмі ми використовуємо поняття кута між вектором {\displaystyle {\overline {pq}}} та віссю {\displaystyle x.}
| Алгоритм СУМА_МІНКОВСЬКОГО{\displaystyle ({\mathcal {P}},{\mathcal {R}})} Вхід. Опуклий многокутник {\displaystyle {\mathcal {P}}} з вершинами {\displaystyle v_{1},\cdot ,v_{n},} і опуклий многокутник {\displaystyle {\mathcal {R}}} з вершинами {\displaystyle w_{1},\cdots ,w_{m}.} Списки вершин повинні бути впорядковані проти годинникової стрілки, а {\displaystyle v_{1},w_{1}} повинні мати найменші {\displaystyle y}-координати (і найменші {\displaystyle x}-координати у випадку кількох вершин з найменшою {\displaystyle y}-координатою). Вихід. Сума Мінковського {\displaystyle {\mathcal {P}}\oplus {\mathcal {R}}}. 1. {\displaystyle i\leftarrow 1;j\leftarrow 1} 2. {\displaystyle v_{n+1}\leftarrow v_{1};v_{n+2}\leftarrow v_{2};w_{m+1}\leftarrow w_{1};w_{m+2}\leftarrow w_{2}} 3. повторювати 4. Додати {\displaystyle v_{i}+w_{j}} як вершину у {\displaystyle {\mathcal {P}}\oplus {\mathcal {R}}}. 5. якщо {\displaystyle \angle (v_{i}v_{i+1})<\angle (w_{j}w_{j+1})} 6. тоді {\displaystyle i\leftarrow (i+1)} 7. інакше якщо {\displaystyle \angle (v_{i}v_{i+1})>\angle (w_{j}w{j+1})} 8. тоді {\displaystyle j\leftarrow (j+1)} 9. інакше {\displaystyle i\leftarrow (i+1);j\leftarrow (j+1)} 10. допоки {\displaystyle (i=n+1} та {\displaystyle j=m+1)} |

Алгоритм виконується за лінійний час.
Обчислення суми Мінковського для неопуклих многокутників не дуже складне: тріангулювати обидва многокутники, обчислити суму Мінковського для кожної двійки трикутників і об'єднати їх.
Теорема: Нехай {\displaystyle {\mathcal {P,R}}-} многокутники з {\displaystyle n,m} вершинами відповідно. Складність суми Мінковського {\displaystyle {\mathcal {P}}\oplus {\mathcal {R}}} має такі границі:
- це {\displaystyle O(n+m)} якщо обидва многокутники опуклі;
- це {\displaystyle O(nm)} якщо один з многокутників опуклий і один неопуклий;
- це {\displaystyle O(n^{2}m^{2})} якщо обидва многокутники неопуклі.

Ці границі тугі в найгіршому випадку.

## Варіації та узагальнення
- Множина сум — аналогічне визначення для підмножин груп у адитивній і арифметичній комбінаториці. Нарівні зі сумами розглядаються множини добутків {\displaystyle A\times B=\left\lbrace {ab:a\in A,b\in B}\right\rbrace } та інші операції.